# Nectarinia neergardi
Nectarinia neergardi é uma espécie de ave da família Nectariniidae.
Pode ser encontrada nos seguintes países: Moçambique e África do Sul.
Os seus habitats naturais são: florestas secas tropicais ou subtropicais .
Está ameaçada por perda de habitat.